# Bassa tensione
La bassa tensione (BT) viene utilizzata nella maggior parte degli impianti elettrici privati, sia in ambito civile che industriale come pure nelle reti di distribuzione secondaria. Circuiti a bassa tensione possono essere alimentati mediante tensioni > 50 e ≤ 1000 V in corrente alternata oppure > 120 e ≤ 1500 V in corrente continua, tra i poli o tra i poli e la terra. Questi valori consentono di avere delle correnti relativamente basse (rispetto alla bassissima tensione) e una maggiore sicurezza (rispetto alla media e all'alta tensione dove sussiste il rischio di archi voltaici), ciò nonostante la bassa tensione può essere molto pericolosa.

## Definizione
Si definisce bassa tensione l'intervallo di tensione elettrica compreso:
Corrente alternata:

tra 50 e 1.000 volt
Corrente continua:

tra 120 e 1.500 volt

## Valori normalizzati
Secondo la normalizzazione elettrica europea (CENELEC):
Valori di bassa tensione normalizzati AC:
- 230, 400, 500, 690 volt

Valori di bassa tensione normalizzati DC:
- 220, 440 volt

Da questi valori normalizzati ne derivano le tensioni di fase {\displaystyle U{_{f}{_{1}}}} = 230 V ± 10%  per la tensione alternata monofase (fra conduttore polare e neutro) mentre per la tensione di linea {\displaystyle U_{l}={U_{f}{_{1}}}{\sqrt {3}}} = 400 V ± 10% per la tensione alternata fra due conduttori polari. Esistono altri standard elettrici nel mondo.

## Distribuzione secondaria
L'approvvigionamento con energia elettrica richiede tra l'altro linee che conducano la corrente elettrica alle utenze, a seconda delle tensioni si distinguono i vari tipi di rete. Le reti di distribuzione a bassa tensione fino a 1000 V in corrente alternata sono chiamate reti di distribuzione secondaria. Nelle cabine di trasformazione locali, la tensione di distribuzione primaria viene trasformata in bassa tensione, normalmente 230/400 V. Le linee secondarie a bassa tensione alimentano le abitazioni, le aziende artigianali e tutti gli altri piccoli consumatori